# Acronema paniculatum
Acronema paniculatum är en flockblommig växtart som först beskrevs av Adrien René Franchet, och fick sitt nu gällande namn av H.Wolff. Acronema paniculatum ingår i släktet Acronema och familjen flockblommiga växter. Inga underarter finns listade i Catalogue of Life.